# شيراتون القاهرة
فندق شيراتون القاهرة (بالإنجليزية:  Sheraton Cairo Hotel)‏ هو فندق فاخر يحمل العلامة الفندقية العالمية شيراتون، التابعة لمجموعة ستاروود العالمية للفنادق والمنتجعات التي تعتبر واحدة من الرواد العالميين في مجال الفندقة والترفيه.
يقع فندق شيراتون القاهرة غرب مدينة الجيزة عند ميدان الجلاء بحي الدقي الراقي في موقع يقابل ضفاف النيل مباشرة ويطل على أجمل معالم المدينة السياحية، حيث يبعد خطوات من دار الاوبرا المصرية وبرج القاهرة ومتحف الفنون الحديثة في جزيرة الزمالك، وحديقة الأورمان وحديقة الحيوان بالجيزة .كما يبعد حوالي 3 أو 4 كم فقط (~ 10 دقائق بالسيارة) عن ميدان التحرير في وسط القاهرة الكبري حيث يوجد المتحف المصري، والجامعة الأمريكية، وسوق خان الخليلي القديمة ومراكز التسوق الأخرى بالقاهرة.
كما يبعد حوالي 12 أو 15 كم فقط (~ 20 دقيقة بالسيارة) عن أثار مصر القديمة مثل أهرامات الجيزة وأبو الهول وهرم سقارة وممفيس، وأثار القاهرة القديمة مثل جامع السيدة زينب وجامع الحسين وجامع ابن طولون وقلعة صلاح الدين، والكنيسة المعلقة (كنيسة العذراء) والمتحف القبطي.
ويبعد الفندق حوالي 24كم (~30 إلي 40 دقيقة بالسيارة) عن مطار القاهرة الدولي وحوالي 10كم (~ 15 دقيقة بالسيارة) عن محطة القطارات.

## نبذة عن الفندق

شيراتون القاهرة يطل علي منظر خلاب لضفاف النيل

تم إنشاء فندق شيراتون القاهرة عام 1970 ويتكون الفندق من برجين ملاصقين لبعضهما، هم:
- برج نفرتيتى
- برج كليوباترا

ثم تجديد برج نفرتيتى عام 2007 وفي عام 2009 تم تجديد برج كليوباترا.
يحتوي فندق شيراتون القاهرة 650 غرفة وجناح، ويحتوى الطابق الارضى للفندق على محلات تجارية ومكتبة، ومحل تصوير ومحل للحلويات، كما يحتوى على مكتب مصر للطيران فرع الجلاء، ويوجد أيضا مركز للخدمات التجارية لرجال الأعمال. اما قاعة الاستقبال الخاصة بالفندق فهي توجد في الطابق الأول للفندق وتقع بين المبنين.

## غرف الفندق
يحتوى فندق شيراتون القاهرة على 537 غرفة فاخرة و113 جناح وتطل معظم الغرف على نهر النيل أو على المدينة وحمام السباحة، وجميع السراير الخاصة بالفندق مصنوعة من القطن المصري 100 ٪. ويتوفر في الغرف كل الخدمات العصرية والإمكانيات مثل:
- الإنترنت الهوائي أو اللا سلكي (خدمة مدفوعة)
- دور لغرف رجال الأعمال
- تكيف هواء
- منضدة لكوى الملابس
- بالكونة للغرفة
- غرف متصلة
- صندوق امانات
- سرير للاطفال
- تلفزيون ملون وستالايت
- مجفف للشعر
- أفلام منوعة
- حمام مجهز على اعلى مستوى
- ورد طبيعى
- مشغل DVD
- راديو / ساعة منبة

## خدمات وامكانيات الفندق
- صالة ألعاب رياضية
- خدمة الاستعلامات 24 ساعة
- خدمة تاجير السيارات
- خدمات الترجمة

الميراج - حمام سباحة - شيراتون القاهرة

زانادو - صالة ألعاب رياضية - شيراتون القاهرة

- خدمة الإنترنت في مركز رجال الأعمال
- خدمات التنظيف والكى
- خدمات طبية وأطباء
- مركز علاج طبيعى ومساج
- خدمات للمعاقيين
- مخزن للامتعة
- مكتب مصر للطيران
- محل مجوهرات
- مركز تجميل
- مركز خدمة رجال الأعمال
- مكتب مصر للسياحة
- جراج للسيارات
- حمام سباحة للاطفال
- حمام سباحة كبير

## المطاعم

مطعم حديقة الشاي - شيراتون القاهرة

| اسم المطعم      | نوع الماكولات والاصناف | مواعيد المطعم        |
| --------------- | ---------------------- | -------------------- |
| مطعم علاء الدين | شرقية                  | من 6 مساءً – 12 ليلاً  |
| عروس النيل      | عالمية متنوعة          | من 6 صباحاً – 12 ليلاً |
| مطعم علاء الدين | شرقية                  | من 6 مساءً – 12 ليلاً  |
| Z pub           | بار                    | من 12 ظهراً – 12 ليلاً |
| حديقة الشاى     | أمريكية                | 24 ساعة              |
| سابورو تابنياكى | يابانية                | من 12 ظهراً – 12 ليلاً |
| المواردى        | شرقية                  | من 12 ظهراً – 12 ليلاً |
| مقهى كومبليت    | هندية                  | من 8 صباحاً – 12 ليلاً |
| لا ماما         | إيطالية                | من 12 ظهراً – 12 ليلاً |

## الاجتماعات والمؤتمرات
يحتوى الفندق على 8 قاعات للاجتماعات والمؤتمرات أو لأي مناسبات أخرى مثل الافراح والخطوبة، وهي مجهزة بكل الوسائل الإلكترونية الحديثة، مثل البرويجكتور والسماعات الصوتية المجسمة.